# Formica subelongata
Formica subelongata är en myrart som beskrevs av André Francoeur 1973. Formica subelongata ingår i släktet Formica och familjen myror. Inga underarter finns listade i Catalogue of Life.

## Bildgalleri

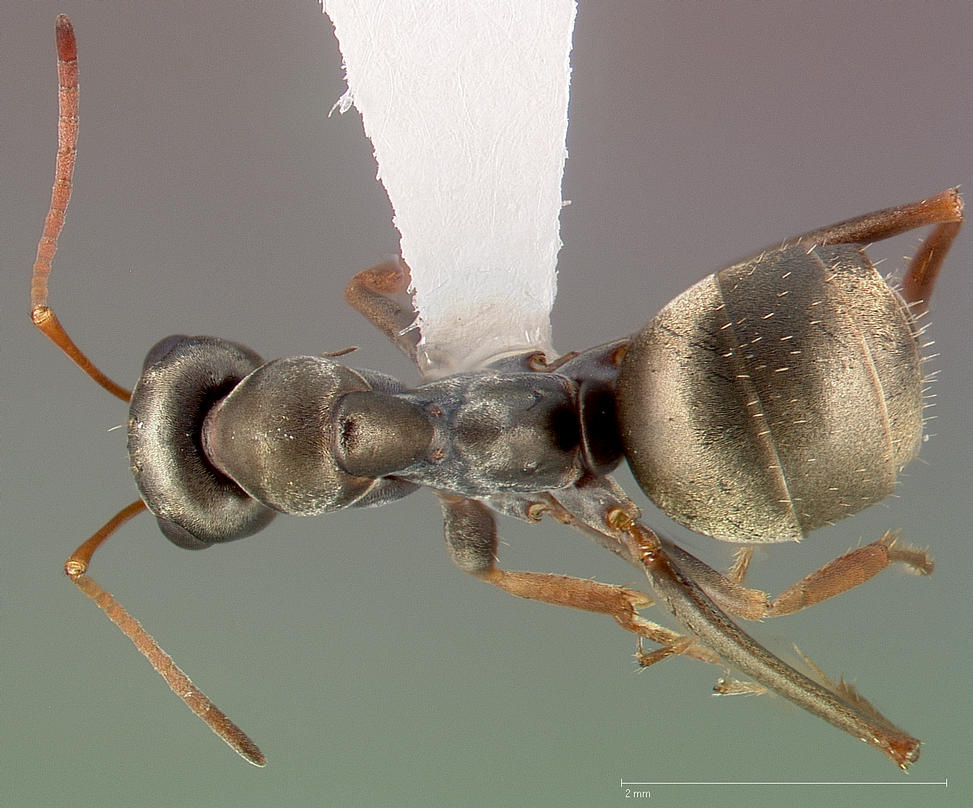
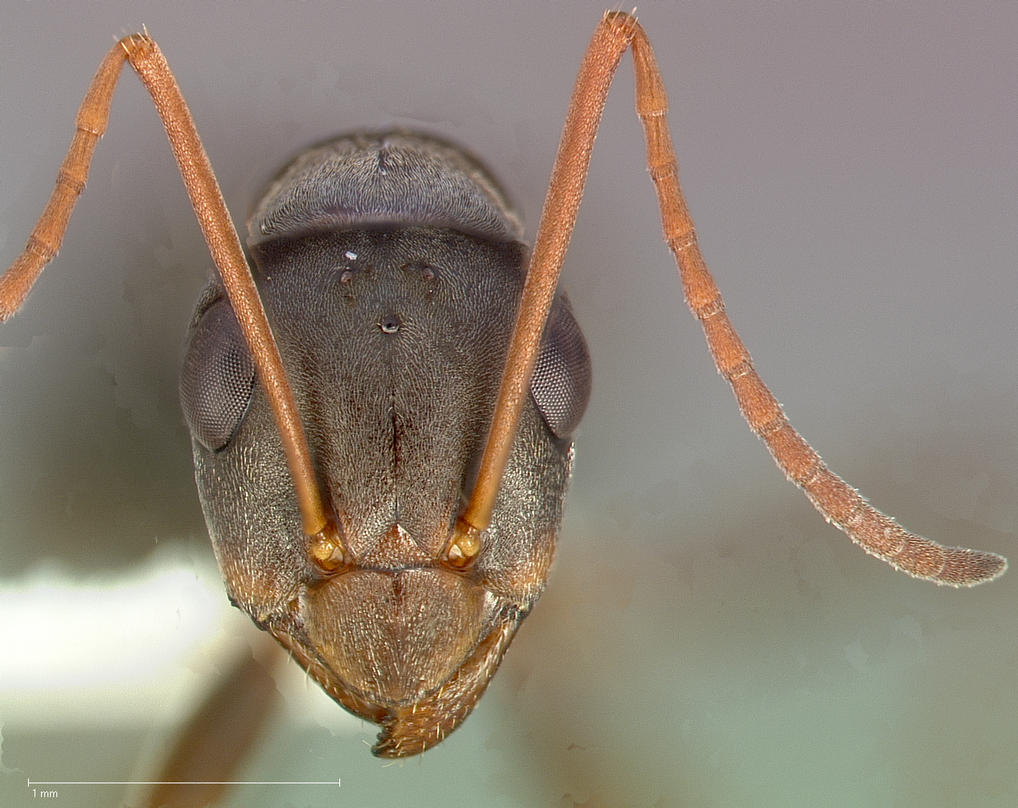
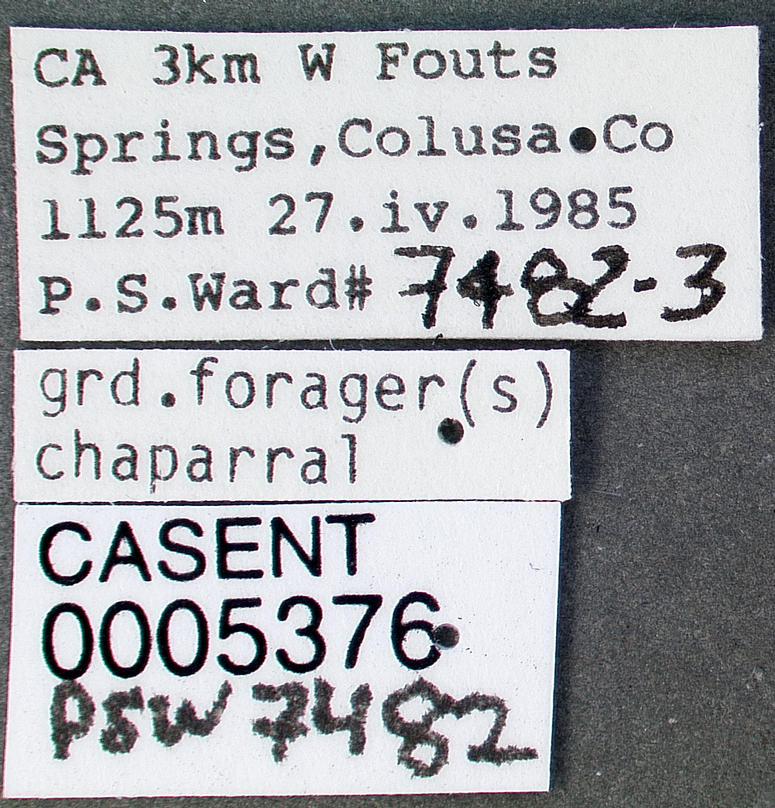
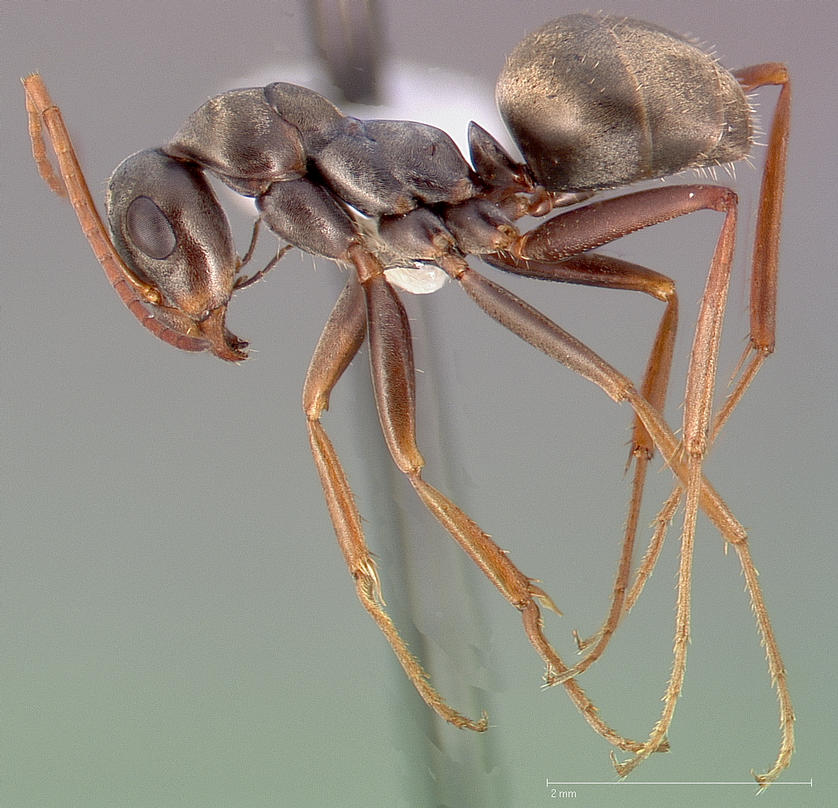